# Eupteryx vera
Eupteryx vera är en insektsart som beskrevs av Logvinenko 1981. Eupteryx vera ingår i släktet Eupteryx och familjen dvärgstritar. Inga underarter finns listade i Catalogue of Life.